# 七菜香
七菜香（ななか、1991年1月18日 - ）は、日本の女性ファッションモデル。旧芸名、荒木 七菜香（あらき ななか）。
滋賀県草津市出身。HONESTと業務提携している。夫はプロサッカー選手の松田陸。　

## 略歴
2004年、女子中高生向けファッション雑誌『Seventeen』のオーディションで「ミスセブンティーン2004」に選ばれる。2009年まで同誌の専属モデルとして活動。
2010年から『non-no』の専属モデルとして活動。2012年8月号で同誌を卒業した。

## 人物
- 2016年11月22日にプロサッカー選手の松田陸と結婚[1]。2019年6月22日に第1子女児[3]、2024年2月28日に第2子男児を出産した[4]。
- 2018年4月15日にさいたまスーパーアリーナで催されたブルーノ・マーズのコンサートで、最前列中央にいた野崎萌香と七菜香がステージに背を向けて自撮りしてInstagramアカウントに投稿すると、ブルーノが野崎らに向かってタオルを投げる様子が動画に映った[5]。

## 出演

### テレビ番組
- SPACE SHOWER MUSIC UPDATE水曜レギュラー（2008年4月 - 9月、スペースシャワーTV）
- ドラマスペシャル「女刑事音道貴子・凍える牙」（2010年1月30日、テレビ朝日） - 滝沢花子 役
- きずな（2011年、群馬テレビ） - レギュラー

### 映画
- 天使の恋（2009年11月7日、ギャガ） - 松方未歩 役
- FASHION STORY -Model-（2012年11月17日、ユナイテッドエンタテインメント）

### 雑誌
- セブンティーン（2004年 - 2009年4月号、集英社） - 専属モデル
- B.L.T.（2007年2月、東京ニュース通信社）
- Myojo（2007年3月、集英社）
- りぼん（2007年6月号、集英社）
- JUNON（2007年7月号、主婦と生活社）

### CM
- UHA味覚糖「-sho・ni Cケア」
- ドクターシーラボ「abo Labo」（2007年）

### PV
- 桜塚やっくん「怪僧ラスプーチン」（2007年）

### ファッションショー
- SHIZUOKA COLLECTION 2014 Spring/Summer（2014年4月6日、御幸通り）